# Anner Miedema

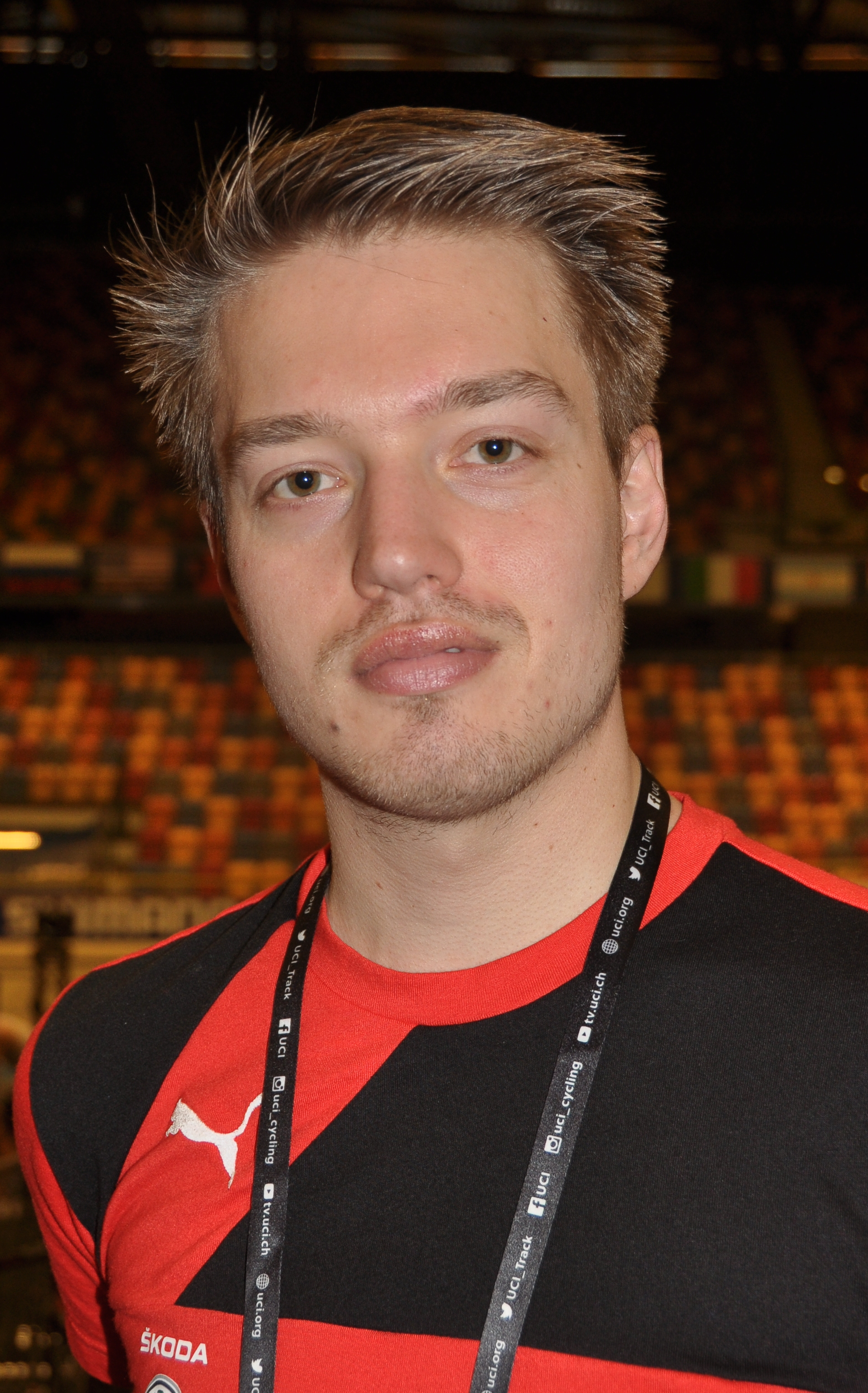
Anner Miedema (2018)

Anner Miedema (* 8. September 1990 in Leiden) ist ein niederländischer Radsporttrainer, ehemaliger Eisschnellläufer und Radsportler.
Im Alter von acht Jahren begann Anner Miedema mit dem Eisschnelllauf, in den Sommermonaten ergänzte er sein eigenes Training mit Radsport. Schließlich wechselte er ganz zum Radsport, seine Leistungen reichten jedoch nicht aus, um Elite-Fahrer zu werden. Schon früh merkte er jedoch, dass es ihm Spaß machte, andere Sportler beim Training anzuleiten.
Nach Absolvierung der Schule, wo er unter anderem sieben Jahre Deutsch lernte, studierte Miedema fünf Jahre lang Sportwissenschaften an der Freien Universität Amsterdam. Er machte ein Praktikum beim damaligen niederländischen Nationaltrainer René Wolff aus Erfurt und bekam daraufhin einen Vertrag als dessen Assistenztrainer. Nach Wolffs Ausscheiden als Trainer war Miedema bis September 2017 Interimstrainer der niederländischen Bahnrad-Nationalmannschaft im Kurzzeitbereich. Nachdem der bisherige Trainer des Sprintteams Erfurt, Tim Zühlke, als Nationaltrainer nach China gewechselt war, wurde Miedema im Dezember 2017 dessen Nachfolger.
In Erfurt ist Anner Miedema am Olympiastützpunkt für die Frauen und Männer der Eliteklasse sowie der U 23 verantwortlich und war damit Heimtrainer von Olympiasiegerin Kristina Vogel, der mehrfachen Junioren-Weltmeisterin Pauline Grabosch (bis 2019) und des Junioren-Weltmeisters Maximilian Dörnbach.